# عيادة

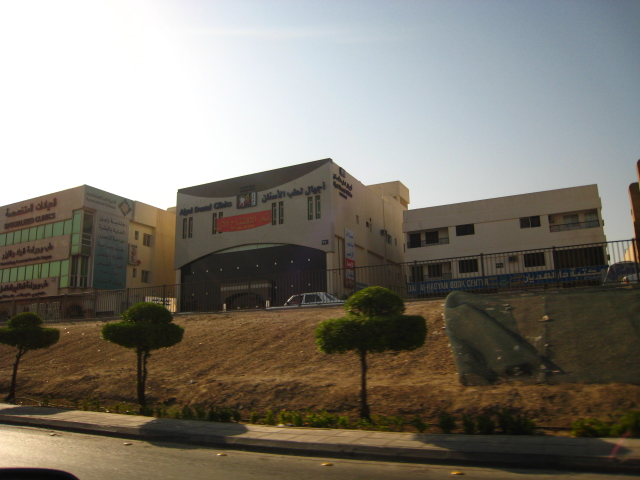
عيادات طبية بالرياض

العيادة منشأة يشغلها طبيب أو مجموعة أطباء لعلاج المرضى. يمكن أن تكون العيادة جزء من مستشفى كما يمكن أن تكون مستقلة. ويساعد الأطباء مجموعة من الممرضون. يكون تجهيزها كاف لمساعدة الأطباء بمهامهم.
من تجهيزاتها كحد أدنى:
- سرير مريض خاص بالكشف.
- سماعة طبية.
- جهاز قياس الضغط.
- مطرقة أعصاب.
- إضاءة متحركة.
- خافض لسان.
- أدوات لفحص الأنف والأذن والحنجرة.
- جهاز لفحص قاع العين.
- إبر قياسات مختلفة ذات الاستعمال لمرة واحد.
- جهاز شفط.
- ستارة.
- شراشف أو ورق رول للسرير.
- مكتب للطبيب.
- كراسي عدد 2 للمراجعين.
- ضاغط للشرايين.